# Bullionism

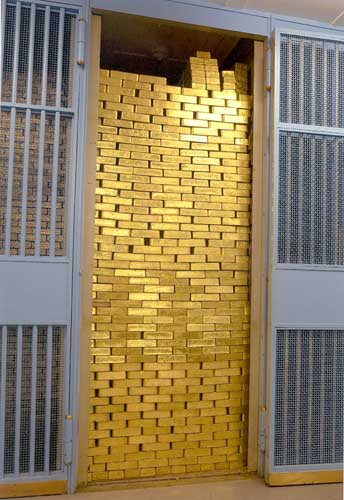
Guldtackor i ett bankvalv.

Bullionism är en version av den ekonomiska läran merkantilism som användes under 1500-talet och uppåt 1800. Den mäter en stats välfärd i ädelmetaller, såsom guld och silver. Främst dessa två då de upptäcktsresande, till exempel Francisco Pizarro, hittat silvergruvan Potosí i nuvarande Bolivia. När de tog hem dessa ädelmetaller så ökade penningahushållningen och det var då som bullionism och merkantilism trädde i kraft.